# Parque eólico Delta 7
Parque Eólico em Paulino Neves
O Parque Eólico Delta 7 um conjunto de centrais eólicas de produção de energia localizado no Maranhão, na região dos Lençóis Maranhenses, em Paulino Neves, e que integram o Complexo Eólico Delta Maranhão. O parque possui uma capacidade conjunta de produção de 62,1 MW.

## Capacidade energética
É formado pelas usinas Delta 7 I (27 MW) e Delta 7 II (35,1 MW), que entraram em operação em outubro de 2019.
Delta 7 I possui 10 aerogeradores e Delta 7 II possui 13 aerogeradores. 

## Propriedade
O complexo pertence ao grupo Omega Energia, que também opera os Complexos de Delta 1 e 2 (localizados em Parnaíba, Piauí), além de estados como Mato Grosso do Sul, Minas Gerais e Rio de Janeiro.
O Complexo Eólico Delta 3, localizado no Maranhão, o maior da modalidade no estado, também pertence à empresa e tem capacidade de 221 MW, além do Complexo Eólico Delta 5, 6 e 8.